# Richardson (Texas)
Richardson è una city delle contee di Dallas e di Collin nello Stato del Texas, negli Stati Uniti d'America. Secondo il censimento del 2010, la popolazione è di 99 223 abitanti. Una stima del 2011 li porterebbe a 107 684. Richardson è un suburbio interno di Dallas e sede dell'University of Texas at Dallas e del Telecom Corridor con un'alta concentrazione di compagnie di telecomunicazioni.